# Battaglia di Breitenfeld (1631)
La battaglia di Breitenfeld si svolse il 17 settembre 1631, vicino alla città sassone di Lipsia, nell'ambito della fase svedese della guerra dei trent'anni. Sotto il comando del re di Svezia Gustavo Adolfo, le forze protestanti inflissero una decisiva sconfitta all'armata cattolica guidata dal conte di Tilly. La vittoria confermò la grande abilità tattica del Re di Svezia, e indusse molti stati tedeschi protestanti ad allearsi con la Svezia contro la Lega Cattolica e l'Imperatore.

## Eventi che condussero alla battaglia
Alla fine di agosto del 1631, il comandante imperiale e massimo esponente militare della Lega Cattolica, Johann Tserclaes, conte di Tilly, invase la Sassonia nella speranza di forzare l'allora Elettore Giovanni Giorgio I a rinunciare a schierarsi dalla parte degli svedesi. Giovanni Giorgio, fino ad allora ancora indeciso, rispose invece unendo le proprie forze a quelle svedesi, e Gustavo Adolfo si preparò a ingaggiare battaglia e scacciare Tilly dalla Sassonia. Quest'ultimo si portò con le proprie forze a Breitenfeld, a nord di Lipsia, e si preparò a ricevere il nemico.

## Forze impiegate e tattiche

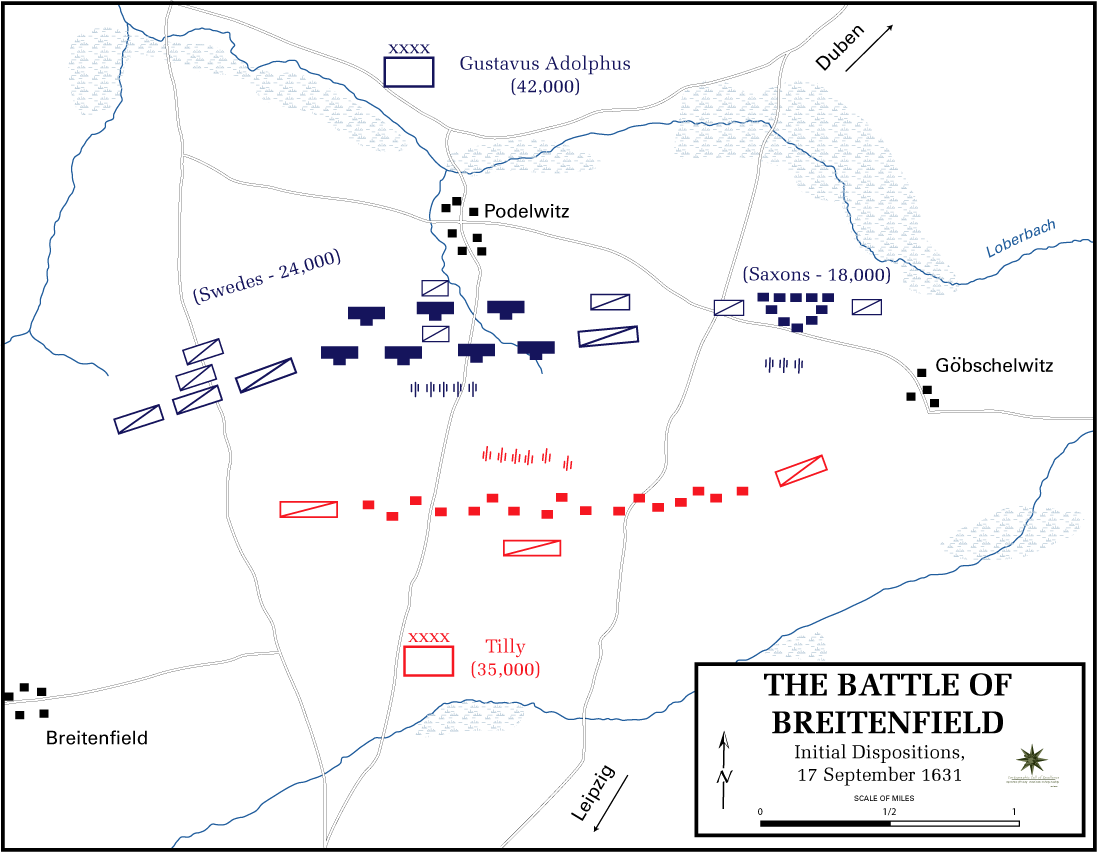
Battaglia di Breitenfeld - Schieramenti iniziali, 17 settembre 1631

La parte protestante poteva contare su un esercito di approssimativamente 41 500 uomini, mentre l'esercito della Lega Cattolica era formato da circa 35 000 uomini. Oltre ad avere un certo vantaggio numerico, le forze protestanti potevano contare anche su un decisivo vantaggio tattico, derivato dai diversi tipi di formazione impiegati dalle due parti.
Le forze della lega combatterono nella tradizionale formazione in voga fin dal XVI secolo, ovvero il tercio, grande formazione di entità numerica variabile, in questo caso di circa 1500 uomini, con un fronte di 150 uomini schierati su 10 file. Il centro del tercio era composto da un compatto blocco di picchieri, supportati da unità di moschettieri sui fianchi. L'esercito cattolico era composto di 14 di queste formazioni, di cui 12 furono schierate in gruppi di tre tercio, con il tercio centrale avanzato rispetto a quelli laterali; i due tercio restanti furono disposti alle ali dello schieramento.
La cavalleria era schierata su ogni fianco, con l'ala destra sotto il comando di Fürstenberg, e l'ala sinistra al comando di Pappenheim. La cavalleria cattolica adottava, ancora una volta, una tattica tradizionale, il caracollo, affermatosi a causa della predominanza dei picchieri sul campo, che consisteva in una serie di elaborate manovre condotte dalle truppe montate per scaricare in successione le proprie pistole sul nemico, senza contatto diretto.
Al contrario le truppe svedesi furono disposte in due lunghe linee, la cui profondità era di cinque uomini per i picchieri e sei per i moschettieri. I moschettieri erano stati addestrati alla tattica del fuoco di fila, che garantiva un elevato volume di fuoco, ulteriormente incrementato dall'utilizzo di cannoni leggeri reggimentali, posti tra le formazioni di fanteria.
La cavalleria svedese fu disposta alle ali e, in parte, amalgamata le formazioni di fanteria; a differenza di quella imperiale, era addestrata a condurre rapide cariche all'arma bianca.
L'Elettore di Sassonia dispose le proprie truppe alla sinistra di quelle svedesi, utilizzando la formazione tradizionale.

## Svolgimento della battaglia

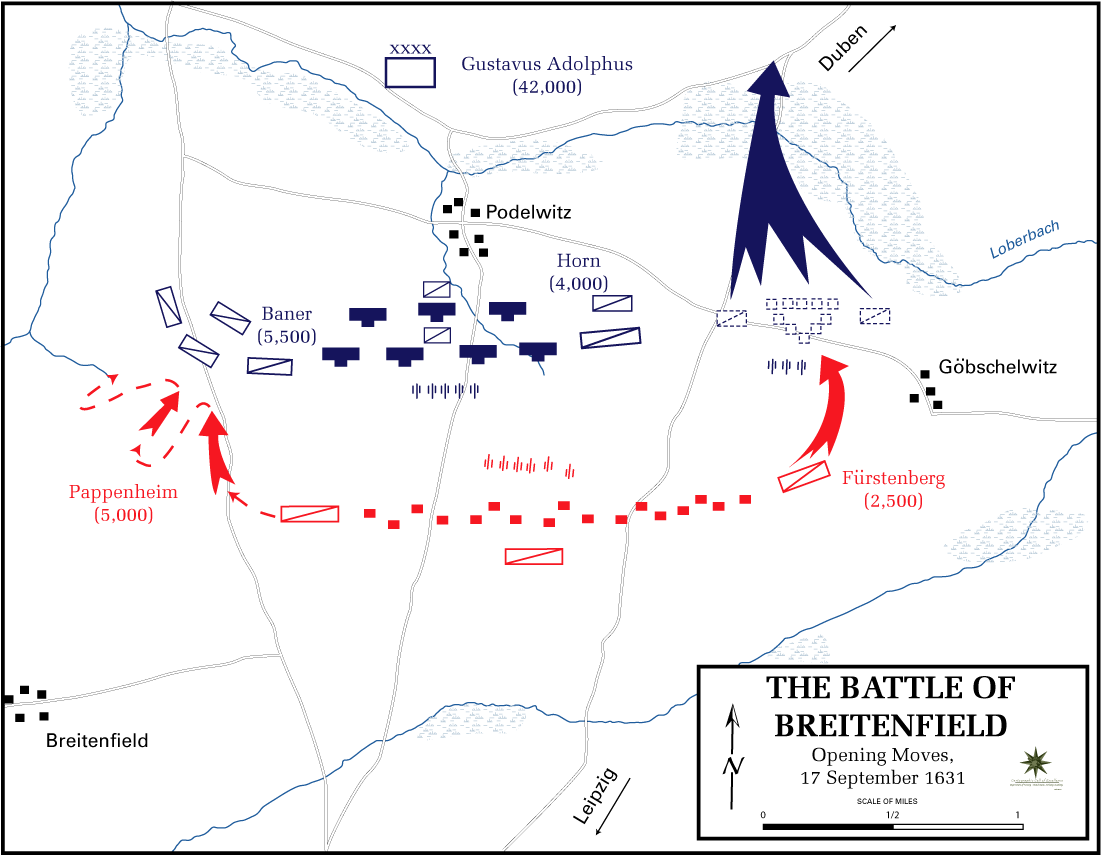
Battaglia di Breitenfeld - Mosse iniziali

La battaglia ebbe inizio all'incirca a mezzogiorno, con uno scambio di artiglieria durato circa due ore, in cui la superiorità degli svedesi nella potenza di fuoco fu ampiamente dimostrata, con un rapporto per le cadenze di tiro che andava da tre a cinque salve svedesi per una sola cattolica. In questa fase le dense formazioni della Lega subirono gravi perdite a causa dell'artiglieria svedese.
Il cannoneggiamento fu interrotto quando il conte di Pappenheim lanciò la sua cavalleria dell'ala sinistra verso il nemico. Nonostante sette distinte cariche da parte dei corazzieri della lega, gli svedesi respinsero gli attacchi grazie ai moschettieri a supporto della cavalleria svedese. La cavalleria di riserva di Gustavo Adolfo estese quindi le linee svedesi ed effettuò una controcarica all'arma bianca contro le forze di Pappenheim, che a questo punto fuggirono in disordine verso Halle, inseguite inizialmente da alcune formazioni di cavalleria svedese, poi richiamate da Gustavo Adolfo.

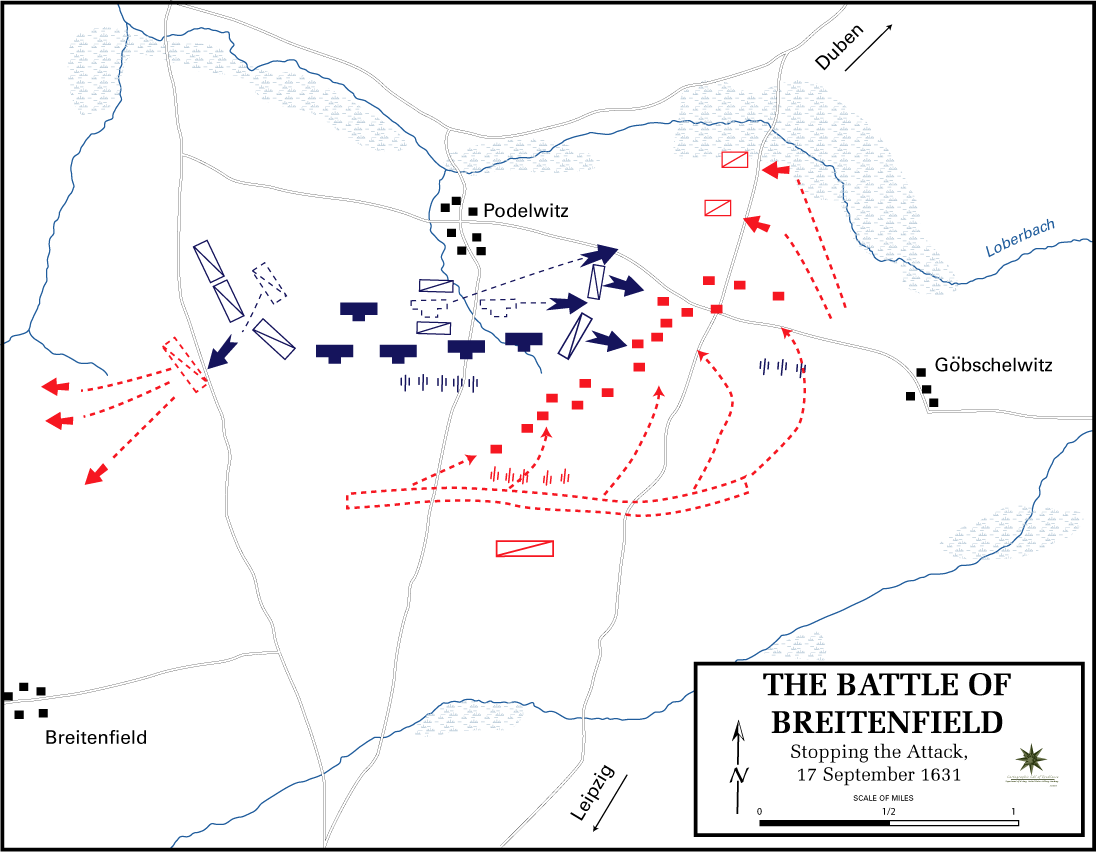
Battaglia di Breitenfeld, arresto dell'attacco cattolico

Nel frattempo, mentre la fanteria di Tilly rimaneva immobile sotto il tiro dell'artiglieria svedese, la cavalleria all'ala destra cattolica attaccò la cavalleria sassone mettendola in fuga; a questo punto, scorgendo l'opportunità, Tilly ordino la carica di buona parte della sua fanteria verso le truppe sassoni. Procedendo obliquamente sul campo, le truppe della Lega misero in rotta l'esercito sassone, che fuggì dal campo.
A questo punto il fianco sinistro di Gustavo Adolfo era completamente scoperto, e le truppe cattoliche pronte a lanciarsi contro di esso nell'assalto che avrebbe deciso la giornata; tuttavia, Gustavo ordinò alla sua seconda linea di spostarsi sulla sinistra per formare un nuovo schieramento obliquo, rifiutando il fianco, manovra che fu eseguita con perfetto ordine dalle truppe svedesi.

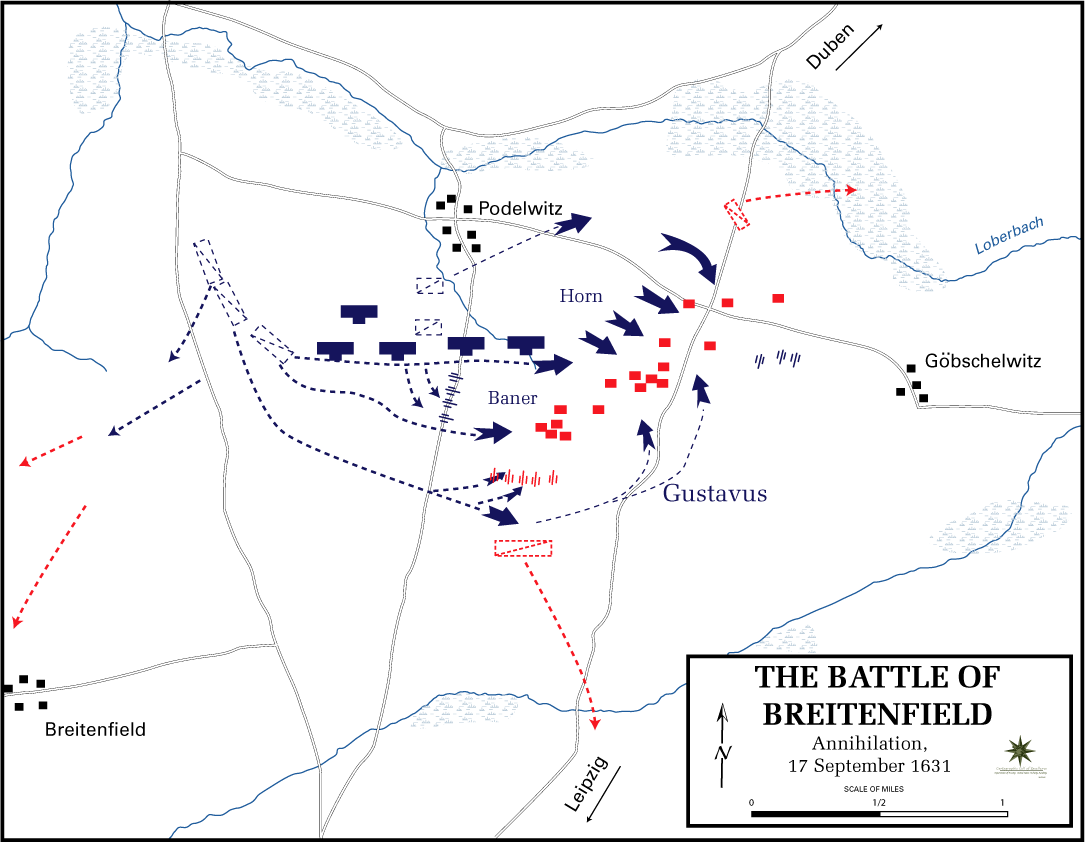
Battaglia di Breitenfeld - Distruzione delle forze cattoliche

In seguito a questo rischieramento, la battaglia divenne uno scontro frontale tra le opposte fanterie, in cui la superiorità tattica svedese si fece presto sentire; mentre la cavalleria svedese, con una decisa carica finale, scacciava i resti della cavalleria cattolica dal campo, l'ordinato e devastante fuoco scatenato dai moschettieri e dai cannoni reggimentali svedesi aprì tremendi vuoti nei tercio di Tilly, che alla fine furono in parte accerchiati dalla cavalleria svedese ora libera di muoversi sul campo. Sottoposti a pesante pressione da più lati, i veterani cattolici si diedero alla fuga.

## Conseguenze
L'armata di Tilly subì perdite estremamente elevate, e alla fine, il Conte fu in grado di raggruppare soltanto 6 000 degli originali 35 000 uomini; buona parte di questi, catturata, era andata ad ingrossare le file svedesi, secondo la consuetudine del tempo. I protestanti subirono circa 5 500 perdite, ampiamente ripagate dai risultati. La battaglia aveva dimostrato la superiorità della tattica lineare adottata dagli svedesi su quella tradizionale cattolica, fatto che verrà definitivamente confermato nel 1643 con la battaglia di Rocroi.
La battaglia ebbe grande impatto anche sul piano politico; prima della distruzione dell'allora imbattuto esercito di Tilly, la bilancia della guerra pendeva decisamente a favore dei cattolici; a seguito dello scontro, un elevato numero di stati protestanti tedeschi si unì alla Svezia, il cui intervento, sommato al successivo intervento della Francia, avrebbe determinato la fine della guerra nel 1648 con la sconfitta cattolica.

Battaglia di Breitenfeld